# Casa de Nemanjić

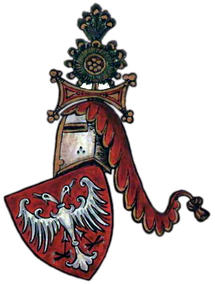
Escut d'armes dels Nemanjić

La Casa de Nemanjić (serbi: Немањићи; en català: Nemanyitx) va ser la dinastia real de la Sèrbia de l'edat mitjana. La dinastia va rebre el nom d'Esteve Nemanja que en va ser el fundador i descendent de la Casa Vojisavljević (en català: Voyisavllevitx). La dinastia va tenir onze monarques i va tenir continuïtat en la Casa Lazarević (en català: Lazarevitx) i després en la Casa Branković (en català: Broncovitx) la qual va governar Sèrbia entre els anys 1166 i 1371.

Monestir ortodox serbi d'Khilandar en el mont Atos, fundat per Sant Sava, el primer patriarca de l'església ortodoxa sèrbia i pertanyent a la casa Nemanjić i el seu pare, Esteve Nemanja, el fundador de la dinastia Nemanjić

Després que Esteve Nemanja adoptés el nom d'Esteve (en grec: Stephanos que vol dir "coronat amb la corona de flors (grec:stephos)") tots els monarques següents van fer servir aquest nom com a títol. Molt aviat es va convertir en l'emblema de la monarquia i tots els seus pretendents mostraven les seves pretensions al tron posant-lo davant dels seus noms.
Els Nemanjić van crear un estat ben organitzat i potent i van edificar moltes esglésies i monestirs i inclús van escriure moltes de les obres literàries més importants del seu temps.
L'escut dels Nemanjić era l'àguila bicèfala blanca amb el fons vermell, heretat de la dinastia romana d'Orient, els Paleòleg.
Els monarques d'aquesta casa van portar el nom de Rascia des de 1166 i Sèrbia tenia el títol de Principat. Després de la coronació d'Esteve el Primercoronat el 1217, el títol complet era Rei de les terres Rascia, Dioclea, Travunia, Dalmàcia i Zachumlia, tot i que la versió més curta va ser Rei dels Serbis. L'any 1346 el títol del monarca serbi va passar a ser el de Tsar així que el títol complet va ser El Tsar de tots els serbis, albanesos, grecs i búlgars.

## Llista de monarques de la Casa Nemanjić[1]

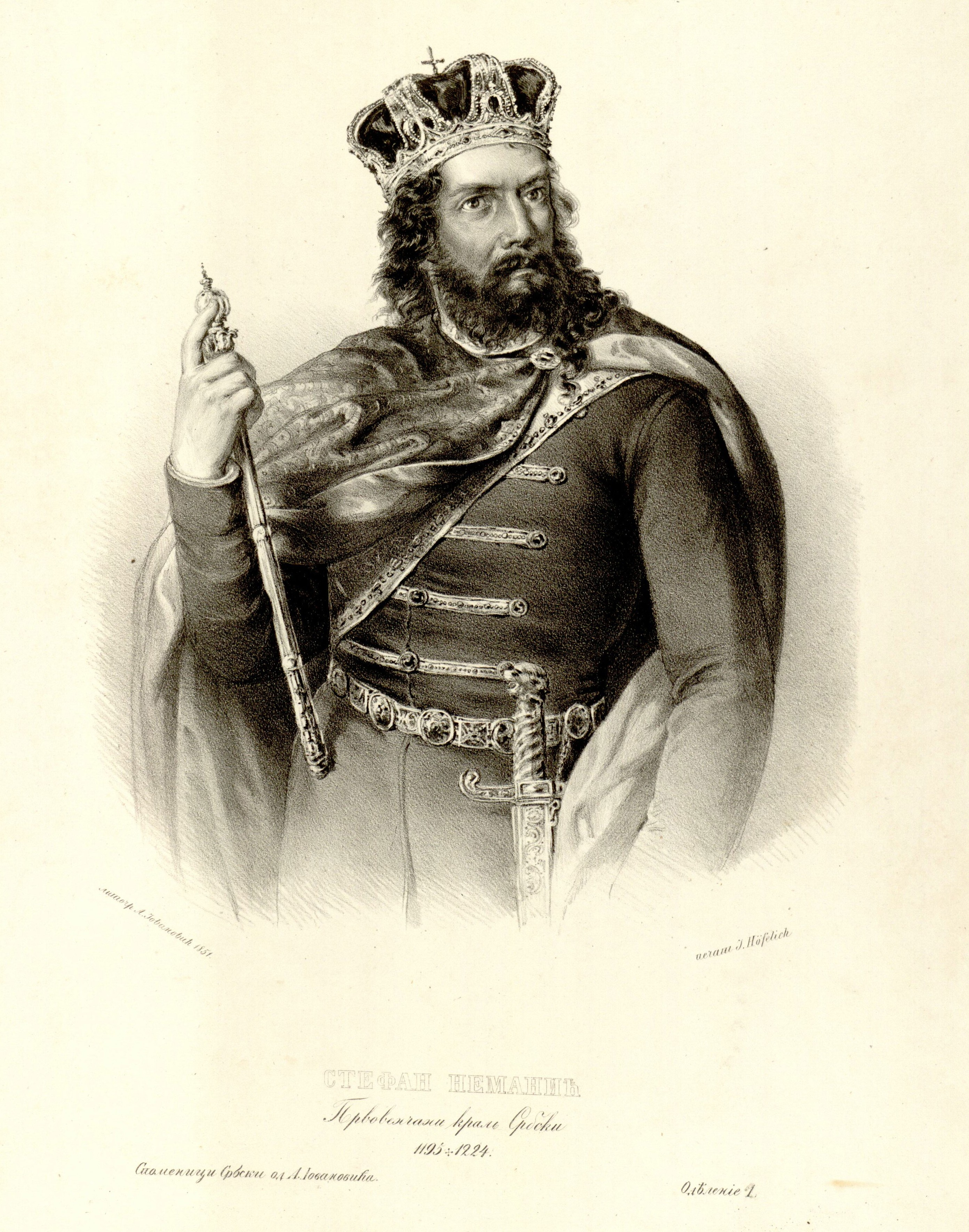
Esteve Primocoronat

- Esteve Nemanja també Esteve I, Nemanja (ca 1166-1199)
- Vukan II Nemanjić (1196 - 1208)
- Esteve el Primercoronat (Stefan Prvovenčani) - també Esteve II, Nemanja (1199- 1228), el fill gran d'Esteve Nemanja
- Đorđe Nemanjić (1208 - 1243), va regnar a Zeta
- Esteve Radoslav (1228 - 1234)
- Esteve Vladislav I (1234 - 1243)
- Esteve Uroš I (1243 - 1276)
- Esteve Dragutin (1276 - 1282)
- Esteve (Uroš II) Milutin (1282 - 1321)
- Esteve Vladislav II (1321 - al voltant de 1325)
- Esteve (Uroš III) Dečanski (1321 - 1331)
- Esteve (Uroš IV) Dušan - Dushan el Gran (1331 - 1355), Rei de Sèrbia (1331 - 1346); Tsar de tots els serbis, albanesos, grecs i búlgars (1346 - 1355)
- Tsar Esteve Uroš V - Urosh el Dèbil (1355 - 1371)

## Casa Nemanjić, monarques de l'Epir
- Tsar Simeon-Siniša de l'Epir (1359 -1370), fill d'Esteve Uroš III i la princesa grega
- Tsar Jovan Uroš de l'Epir (1370 - 1373), fill de Simeon-Siniša; l'últim monarca de l'Epir